# Fenomen (film)
Fenomen är en amerikansk film från 1996 i regi av Jon Turteltaub.

## Handling
George Malley (John Travolta) blir otroligt intelligent efter att han en kväll ser ett skarpt ljus på kvällshimlen. Han får bl.a. ett fantastiskt sinne för språk och läser böcker jättefort, exempelvis lär han sig portugisiska på 20 minuter.

## Rollista (urval)
- John Travolta - George Malley
- Kyra Sedgwick - Lace Pennamin
- Forest Whitaker - Nate Pope
- Robert Duvall - Doc Brunder
- Jeffrey DeMunn - John Ringold, professor
- Richard Kiley - Dr. Wellin
- Brent Spiner - Dr. Bob Niedorf
- Vyto Ruginis - Ted Rhome